# Французька дія

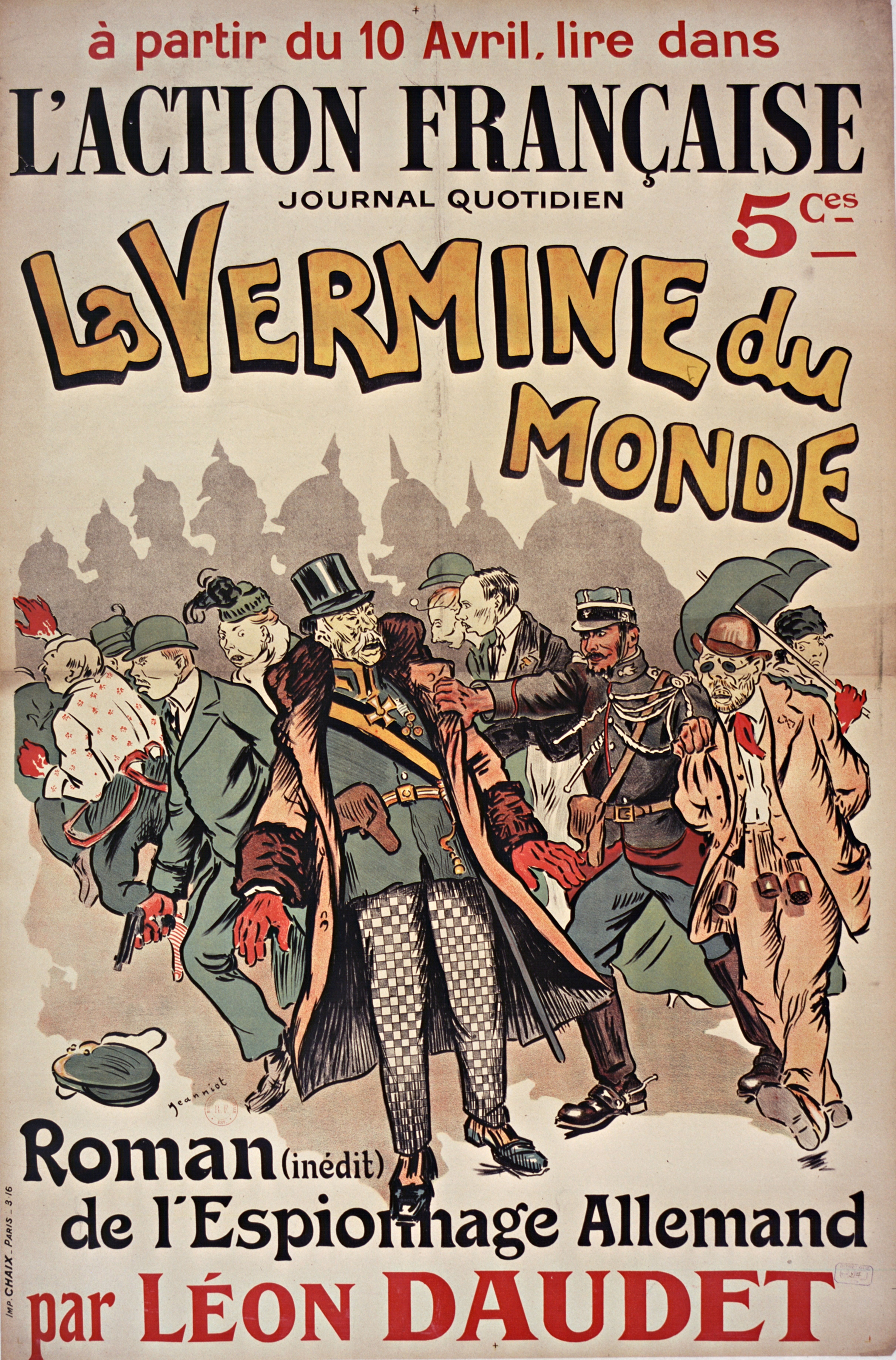
Обкладинка однойменної газети в 1918 році

«Аксьо́н Франсе́з» (фр. Action française, досл. «Французька дія») — монархічна політична організація, що виникла у Франції 1899 року під керівництвом Шарля Морраса і організаційно оформилася в 1905 році.
Під цією назвою проіснувала до 1944 року. Спиралася на націоналістично налаштовані кола армії і аристократії. Ідеологія «Аксьон Франсез» передбачала реставрацію монархії у Франції, створення корпоративної держави, націоналізм у дусі Крові й Ґрунту, сувору відданість католицизму, скасування системи департаментів і повернення до дореволюційного територіального поділу Франції. Організація крайнє вороже ставилася до Великої французької революції, її спадщини й ідеалів. Головною метою організації було відновлення Старого порядку під владою династії Бурбонів.
У 30-х роках набула профашистського характеру. Її керівництвом були створені збройні загони — «Королівські молодчики», які брали участь у антипарламентському путчі 6 лютого 1934 року.
У роки німецької окупації Франції організація існувала легально й активно підтримувала політику співпраці з окупантами, що проводилася урядом Петена. Але оскільки основи цього руху з часів справи Дрейфуса мали виражений антинімецький характер, багато його членів приєдналися до Руху Опору ще тоді, коли комуністи мовчали (через пакт Молотова — Ріббентропа, який діяв до 1941). У молодості монархістом був і Шарль де Голль.
Після звільнення Франції в 1944 році «Аксьон Франсез» була ліквідована. Але вже до 1947 вона була фактично відновлена. Після смерті Шарля Морраса в 1952 році лідером організації був його соратник Моріс Пюжо (помер 1955 року).
Друкований орган руху — однойменна газета заснована Моррасом і Леоном Доде. Існує досі.